# 霖雨桥站
霖雨桥站是一个位于中华人民共和国云南省昆明市盘龙区龙泉街道与金辰街道交界北京路与霖雨路、铂金大道交叉口地下，属于昆明地铁2号线的地铁车站，因附近盘龙江上的古桥“霖雨桥”而得名。2014年4月30日起随着昆明地铁1、2号线首期工程（北部汽车站—大学城南站）通车开始试运营。按照远景规划，未来8号线将在此设站换乘。
该站曾因肺炎疫情于2020年1月30日停运，2月22日恢复运营。

## 车站楼层
| 地面层          | 街道                                   | A-D出入口                                          |
| 地下一层 站厅层 | 站厅                                   | 票务服务、自动售票机、一卡通充值、安检、进出站闸机 |
| 地下二层 站台层 |                                        | █ 2号线往北部汽车站（羊肠村）                      |
| 地下二层 站台层 | 岛式站台，左侧開门                     |                                                    |
| 地下二层 站台层 | █ 2号线往大学城南/昆明南火车站（北辰） |                                                    |

## 车站周边
- 中汇商业中心
- 金江小区
- 昆明市第一人民医院北市区医院
- 金安小区

## 公交换乘
23路、25路、61路、61路调头、79路、91路、96路、96路调头、119路、142路、159路、168路、182路、236路、906路、K18路、Z1路

## 出口
该站设有一共有4个出口：
|                       |                                                      |      |
| 编号                  | 建议前往的目的地                                     | 照片 |
| 出口 · A              | 霖雨桥（霖雨路）公交站，霖雨路，嘉年华购物广场       |      |
| 出口 · B · 升降机标志 | 昆明市第一人民医院北市区医院，霖雨桥（北京路）公交站 |      |
| 出口 · C              | 中汇商业中心（沃尔玛、麦当劳），金安小区             |      |
| 出口 · D              | 金江小区、铂金大道、圣爱中医馆                       |      |
| 註： 設有             |                                                      |      |